# Vincenzo Maggi
Vincenzo Maggi (* 1498 in Brescia; † 1564 in Ferrara) war ein italienischer Literat und Philosoph.
Maggi arbeitete mit Bartolomeo Lombardi an der lateinischen Übersetzung der Poetik des Aristoteles (veröffentlicht 1550).
Besonders bekannt ist seine Komödientheorie in De ridiculis (1550), die er als Anhang zum Kommentar der Poetik der Aristoteles veröffentlichte.